# Eupithecia pretoriana
Eupithecia pretoriana är en fjärilsart som beskrevs av Louis Beethoven Prout 1922. Eupithecia pretoriana ingår i släktet Eupithecia och familjen mätare. Inga underarter finns listade i Catalogue of Life.